# Frutos (Heiliger)

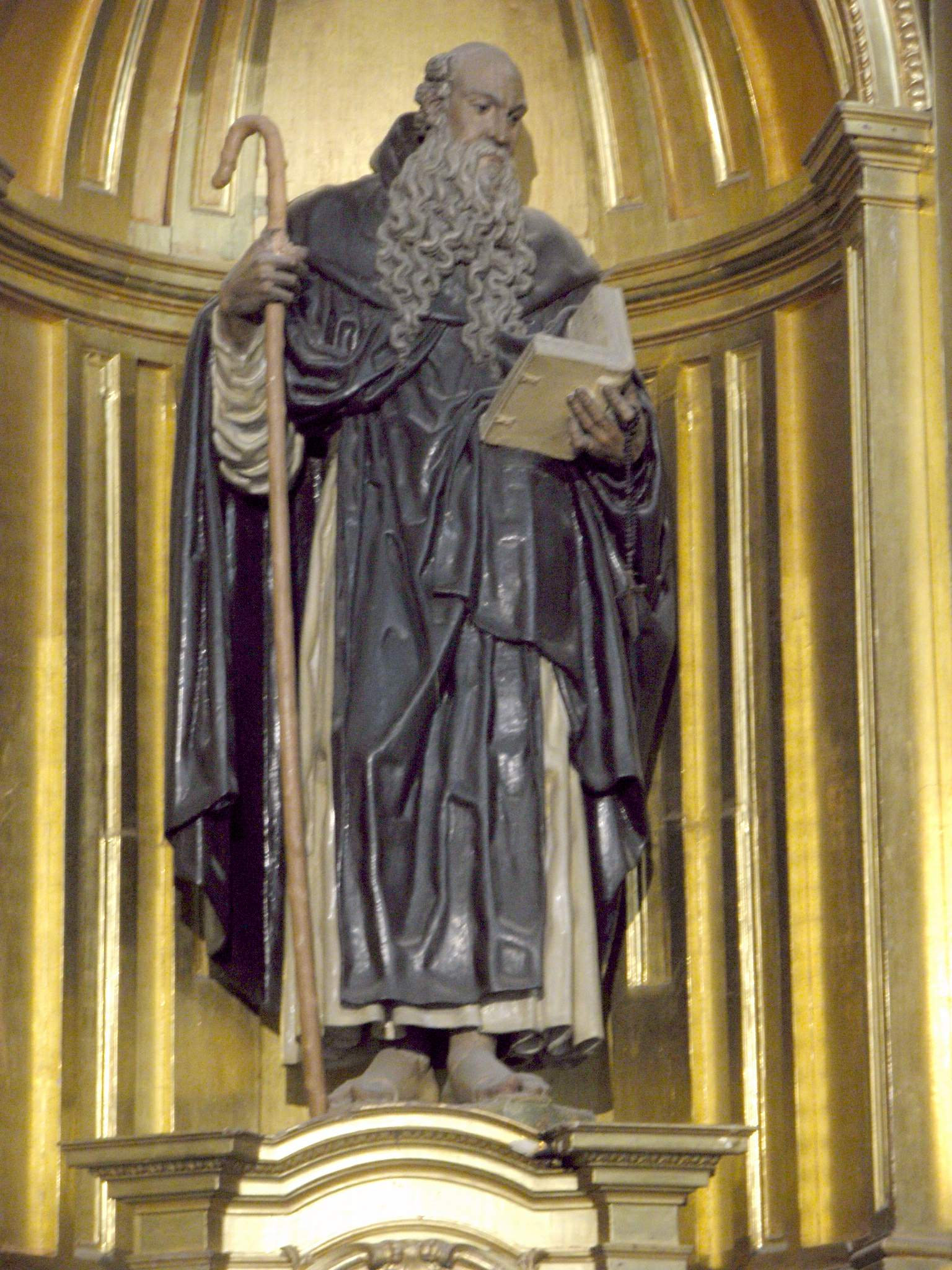
Statue des heiligen Fructus in der San-Frutos-Kapelle der Kathedrale von Segovia

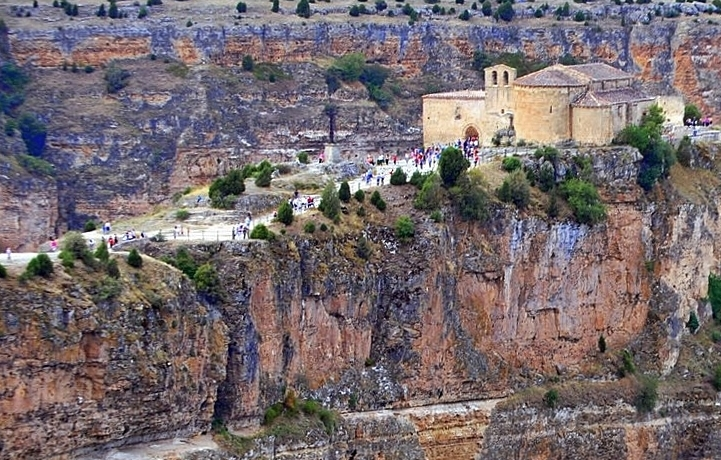
Prioratskirche Ermita de San Frutos mit dem Felsspalt Cuchillada de San Frutos (links) über dem Tal des Río Duratón

San Frutos, der heilige Fructus (* 7. Jahrhundert in Segovia; † 8. Jahrhundert in der Gegend von Carrascal del Río), war ein spanischer Eremit. Er ist der Stadtpatron von Segovia. Sein Gedenktag ist der 25. Oktober, der in Stadt und Region mit großer Festlichkeit begangen wird (Romería de San Frutos).

## Leben und Legende
Das Leben des heiligen Fructus ist nur legendarisch überliefert. Geschichtlicher Hintergrund ist die islamische Eroberung der iberischen Halbinsel ab 711; ihre wirksame Gestalt erhielt die Erzählung jedoch erst zur Zeit der Reconquista.
Demnach entstammten Fructus und seine jüngeren Geschwister Ingratia und Valentinus einer vornehmen christlichen Familie im westgotischen Segovia. Fructus zeichnete sich schon in der Jugend durch besondere Leidenschaft für Gott aus. Er verkaufte seinen Besitz, verschenkte den Erlös an Arme, verließ die Stadt und ging in eine unbewohnte Gegend, wo er sich eine Hütte baute. Dort führte er ein Leben der Askese und des Gebets. Bald kamen Menschen von weither und fanden bei ihm Trost und Rat.
Als die Mauren Segovia einnahmen, bot Fructus zusammen mit seinen Geschwistern christlichen Flüchtlingen Unterkunft. Schließlich drangen die Eroberer auch bis zu der Einsiedelei vor. Fructus trat ihnen entgegen und zog mit einem Stock eine Linie quer über einen Felsen. Darauf spaltete sich der Fels und eine tiefe Kluft trennte die Christen von ihren Verfolgern. Dieser Felsspalt, die Cuchillada de San Frutos, wird bis heute bei der Ermita de San Frutos gezeigt.
Über das weitere Leben und den Tod des Heiligen ist nichts überliefert. Manche Versionen der Legende geben als Todesjahr 715 an. Seine Reliquien werden in der Kathedrale von Segovia aufbewahrt. Ihre Verehrung lässt sich jedoch nur bis ins 11. Jahrhundert zurückverfolgen. 1076 wurde das Gelände beim Felsspalt des heiligen Fructus, wo wahrscheinlich eine alte Kapelle stand, den Benediktinern von Silos überlassen, die dort ein Priorat, die Ermita de San Frutos, errichteten.